# Gladys Feldman

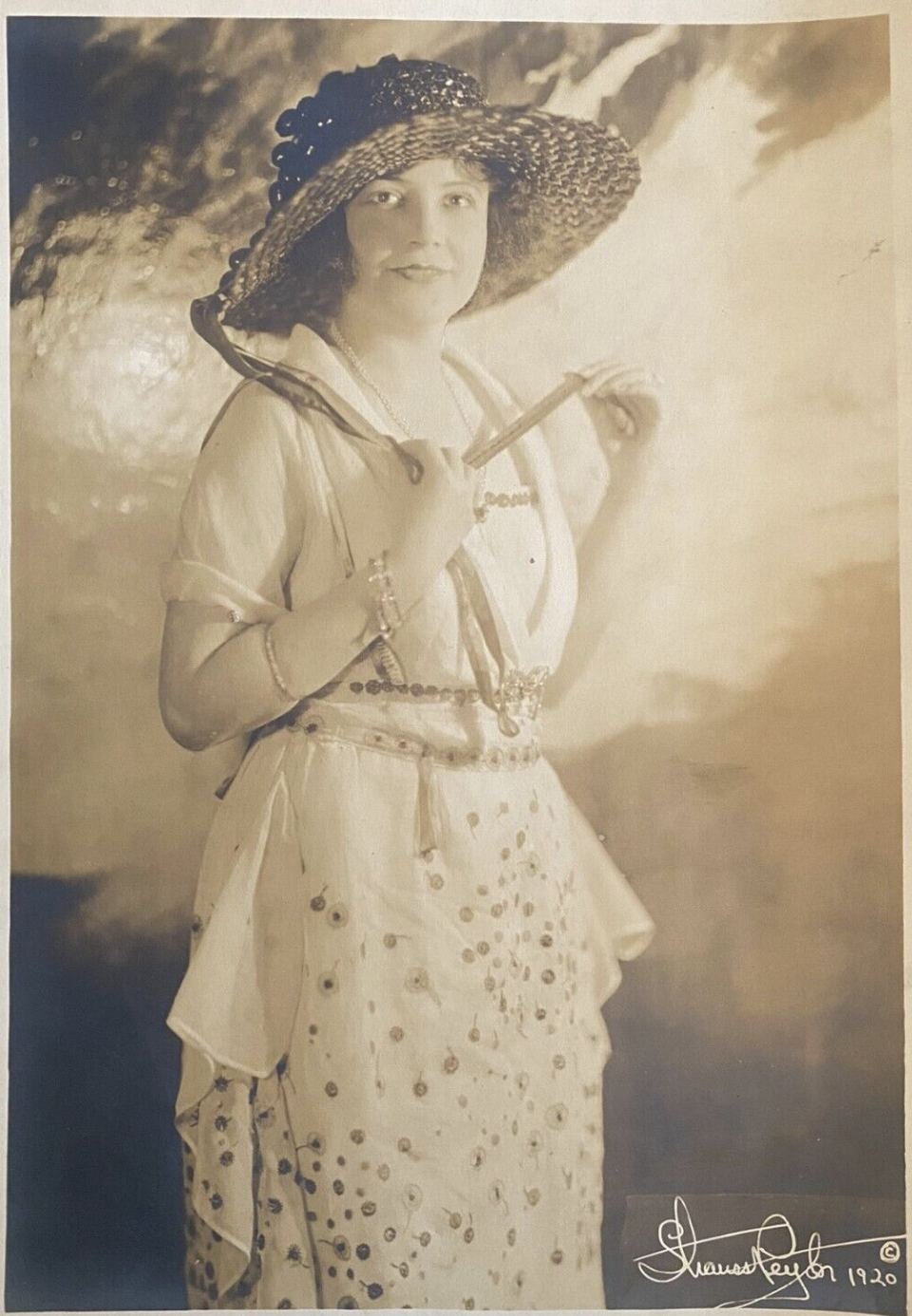
Gladys Feldman, 1920

Gladys Feldman (Evanston, 28 settembre 1886 – New York, 12 febbraio 1974) è stata un'attrice e ballerina statunitense che lavorò nel teatro musicale di Broadway. Fu una delle famose Ziegfeld Girl.

## Biografia
Nata nel 1886 in Illinois, Gladys Feldman nel 1910 debuttò a Broadway in una commedia musicale. Dapprima ballerina di fila, qualche anno dopo entrò a far parte del cast degli spettacoli di Florenz Ziegfeld: dal 1914 al 1918, il suo nome appare nei programmi delle Ziegfeld Follies, le celebri riviste prodotte annualmente dall'altrettanto celebre impresario.
Continuò la sua carriera teatrale fino agli anni trenta, girando - tra il 1921 e il 1925 - anche alcuni film.

## Vita privata
Si sposò con l'attore di origine inglese Horace Braham (1892-1955).
Gladys Feldman morì il 12 febbraio 1974 all'età di 87 anni a New York.

## Spettacoli teatrali
- The Girl and the Kaiser (Broadway, 22 novembre 1910)
- La Belle Paree (Broadway, 20 marzo 1911)
- The Fascinating Widow (Broadway, 11 settembre 1911)
- Hokey-pokey'' e ''Bunty, Bulls and Strings (Broadway, 8 febbraio 1912)
- The Lady of the Slipper (Broadway, 28 ottobre 1912)
- High Jinks (Broadway, 10 dicembre 1913)
- Ziegfeld Follies of 1914 (Broadway, 1º giugno 1914)
- Ziegfeld Follies of 1915 (Broadway, 21 giugno 1915)
- Ziegfeld Follies of 1916 (Broadway, 12 giugno 1916)
- Ziegfeld Follies of 1918 (Broadway, 18 giugno 1918)
- The Gold Diggers, di Avery Hopwood (1919)
- Merton of the Movies, di George S. Kaufman e Marc Connelly (Broadway, 13 novembre 1922)
- The Great Gatsby, di Owen Davis (Broadway, 2 febbraio 1926)
- Set a Thief (Broadway, 21 febbraio 1927)
- The Mating Season (Broadway, 18 luglio 1927)
- What Do We Know? (Broadway, 23 dicembre 1927)
- A Lady for a Night (Broadway, 16 aprile 1928)
- Counsellor-at-Law (Broadway, 6 novembre 1931)
- Between Two Worlds (Broadway, 25 ottobre 1934)
- Baby Pompadour (Broadway, 27 dicembre 1934)
- Good Men and True (Broadway, 25 ottobre 1935)

## Filmografia
- Shams of Society, regia di Thomas B. Walsh (1921)
- West of the Water Tower, regia di Rollin S. Sturgeon (1923)
- Breaking In